# Jiří Jeslínek
Jiří Jeslínek est un footballeur tchèque né le 30 septembre 1987 à Prague, qui évolue au poste d'attaquant.

## Palmarès
Vierge